# Matadjana
 Matadjana è un comune del Ciad situato nel dipartimento di Mégri, provincia di Wadi Fira.
È il capoluogo del dipartimento.